# Gijs Vermeulen
Gijsbert Theodor Vermeulen –conocido como Gijs Vermeulen– (Ámsterdam, 7 de mayo de 1981) es un deportista neerlandés que compitió en remo.
Participó en dos Juegos Olímpicos de Verano, obteniendo una medalla de plata en Atenas 2004, en la prueba de ocho con timonel, y el octavo lugar en Pekín 2008 (cuatro sin timonel).
Ganó tres medallas en el Campeonato Mundial de Remo entre los años 2005 y 2007.

## Palmarés internacional
| Juegos Olímpicos   | Juegos Olímpicos   | Juegos Olímpicos  | Juegos Olímpicos   |
| Año                | Lugar              | Medalla           | Prueba             |
| ------------------ | ------------------ | ----------------- | ------------------ |
| 2004               | Atenas (Grecia)    | Medalla de plata  | Ocho con timonel   |
| Campeonato Mundial |                    |                   |                    |
| Año                | Lugar              | Medalla           | Prueba             |
| 2005               | Kaizu (Japón)      | Medalla de plata  | Cuatro sin timonel |
| 2006               | Eton (Reino Unido) | Medalla de bronce | Cuatro sin timonel |
| 2007               | Múnich (Alemania)  | Medalla de bronce | Cuatro sin timonel |